# Мік Берк
Майкл «Мік» Берк (англ. Michael Burke; 1941, Віган, Велика Британія — 26 вересня 1975, Еверест, Тибет) — британський альпініст, кінооператор-висотник. Учасник багатьох «новаторських» альпіністських експедицій, зокрема на Аннапурну південною стіною 1970 року — початку ери екстремально складних гімалайських сходжень, а також Британської експедиції на Еверест 1975 року південно-західною стіною, під час якої зник безвісті, штурмуючи вершини в умовах різко погіршення погоди. Загинув, ймовірно, під час спуску.

## Біографія
Народився у Вігані, Велика Британія. Початкові навички в альпінізмі здобув, почавши зі сходжень в Озерному краї. У 1964 році пройшов ребро Бонатті на Ле Дрю, а у 1965 році повторив американську диретиссиму (англ. American Direct, Гері Геммінг і Роял Роббінс) на цей же пік — найскладніші маршрути в Альпах. У 1966 році разом з Крісом Бонінгтоном був учасником команди, що документувала для ЗМІ сходження за новим маршрутом на Ейгер команди Джона Гарліна, і цього ж року став учасником однієї з наймасштабніших в історії рятувальних операцій в Альпах — порятунку двох німецьких альпіністів. — Гейнца Раміша та Германа Шріделля, які опинилися під час сходження стіною Пті-Дрю у безвихідному положенні за 250 метрів від вершини, і провели на крихітній полиці десять днів (хід рятувальної операції висвітлювали найбільші ЗМІ, її очолював Гері Геммінг, в ній також брав участь Рене Демезон).
У 1967 році Берк разом з Дугалом Гестоном здійснив зимове сходження на Матернгорн північною стіною, а у 1968 році у складі англо-аргентинської команди зробив одну з перших спроб сходження на Серро-Торре. Роком пізніше Берк став першим з британців (з Робом Вудом), хто пройшов маршрут Ніс на Ель Капітан (Йосеміті, США).
Починаючи з 1970 року для Берка почався період сходжень у Гімалаях. У 1970 році отримав запрошення від Кріса Бонінгтона для участі в експедиції на Аннапурну південною стіною, в якій багато зробив для її успіху. У 1972 році у складі британської експедиції Бонінгтона штурмував Еверест південно-західною стіною (разом з Дагом Скоттом і Дугалом Гестоном тоді вдалося досягти висоти 8300, після чого довелося відступити), і, нарешті, у 1975 році брав участь у новій експедиції на третій полюс неприступною південно-західною стіною, яка цього разу закінчилася успіхом — 24 вересня на вершину зійшли Даг Скотт і Дугал Гестон. За два дні — 26 вересня, було вирішено зробити повторне сходження, на яке вийшли дві штурмові зв'язки — Пітер Бордман і шерпа Петемба, і Мік Берк з Мартіном Бойсеном. Бойсен зійшов з маршруту через проблеми з кисневим обладнанням, а Берк вирішив продовжити сходження наодинці, щоб спробувати зняти унікальні кадри фінальної частини підйому. Останній раз його бачили Бордман і Петемба під час спуску з вершини після успішного сходження, коли, в умовах погіршення погоди, до вершини Міку залишалося близько ста метрів за простим гребеневим маршрутом (він навіть запропонував Бордману і Петембі повернутися, щоб зафіксувати їх сходження, але через проблеми з кисневим обладнанням у Бордмана альпіністи домовилися почати спільний спуск трохи нижче, але ця зустріч так і не відбулася). Мік Берк зник безвісти, ймовірно, вже під час спуску з Евересту внаслідок зриву чи обвалу снігового карниза. Ні його тіла, ні якихось його слідів не виявлено.
Після смерті альпініста Бі-бі-сі та Королівським географічним товариством засновано премію пам'яті Міка Берка (англ. Mick Burke Award), яка надається за найкращий аматорський документальний фільм у жанрі Outdoor.